# San Alberto (Málaga)
San Alberto es un barrio periférico perteneciente al distrito Bailén-Miraflores de la ciudad andaluza de Málaga, España. Por el norte y al oeste queda delimitado por la ronda oeste de Málaga; al este limita con los barrios de La Corta y Carlinda; y al sur con el barrio de Granja Suárez y el polígono industrial San Alberto.

## Transportes
En autobús queda conectado mediante las siguientes líneas de la EMT: 
| Línea | Trayecto                         | Recorrido | Frecuencia |
| ----- | -------------------------------- | --------- | ---------- |
| 6     | Alameda Principal - La Milagrosa | Recorrido | 50 minutos |